# Buge Ara
Buge Ara is een bestuurslaag in het regentschap Aceh Tengah van de provincie Atjeh, Indonesië. Buge Ara telt 245 inwoners (volkstelling 2010).